# Sandro (ur. 1973)
Sandro Chaves de Assis Rosa (ur. 19 maja 1973) – brazylijski piłkarz, występujący na pozycji bocznego obrońcy lub pomocnika.
Sandro zaczynał swoją karierę w brazylijskim klubie Portuguesa São Paulo. Na początku lat 90., jako bardzo młody zawodnik, wyjechał do Japonii, kontynuować karierę. Tam trafił do klubu Shibuya Makuhari FC. Od 1993 r. grał przez cztery lata w pierwszoligowym JEF United Ichihara. Później kontynuował grę na wyspach w klubie Honda Giken Hamamatsu oraz zespołach z Tokio: Tokyo Gas FC (1998) oraz F.C. Tokyo (I liga) w latach 1999–2001. Od 1999 r. grał regularnie w J-League. W 2002 przeszedł do innego klubu japońskiej ekstraklasy Oita Trinita, gdzie spędził trzy sezony.
W 2005 r. po raz pierwszy zagrał w Europie, w Pogoni Szczecin, z którą zaczął sezon 2005/2006. Dla Pogoni rozegrał 4 mecze w I lidze. Debiutował 30 lipca w wyjazdowym spotkaniu z Zagłębiem Lubin w Polkowicach. Karierę w klubie zakończył w rundzie jesiennej sezonu 2005/2006.